# Heidelbeer-Schnabeleule

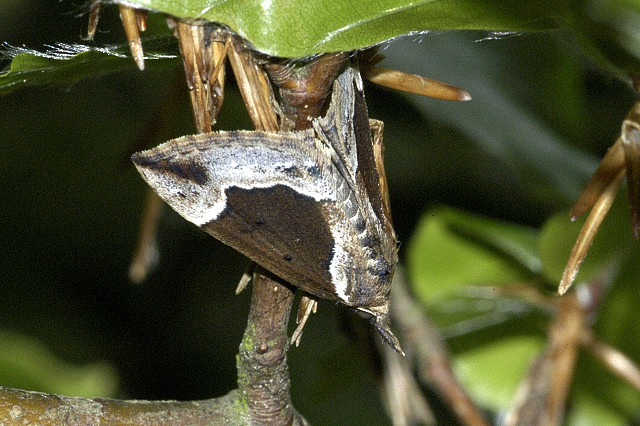
Falter in typischer Ruhestellung

Die Heidelbeer-Schnabeleule (Hypena crassalis, Syn.: Bomolocha fontis), zuweilen auch Heidelbeer-Zünslereule oder Samteule genannt, ist ein Schmetterling (Nachtfalter) aus der Familie der Eulenfalter (Noctuidae).

## Merkmale

### Falter
Die Flügelspannweite der Falter beträgt 32 bis 37 Millimeter. Die Vorderflügeloberseite ist dunkelbraun bis schwarzbraun, die Submarginalregion weißlich, zuweilen auch graubraun verdunkelt. Von der Wurzel über den Innenrand sowie einschließlich der äußeren Querlinie erstreckt sich eine ockerfarbene, zuweilen hell rosa angelegte Linie. Die Makel sind zu undeutlichen schwarzen Flecken reduziert. Unterhalb des sehr spitzen Apex ist ein großer dunkler Schatten erkennbar. Die Hinterflügel sind zeichnungslos graubraun. Der Saugrüssel der Falter ist gut entwickelt. Die langen Palpen werden schnabelartig vorgestreckt.

### Raupe
Ausgewachsene Raupen haben eine grünliche Färbung. Sie sind schlank, 14-füßig und zeigen deutlich abgesetzte Segmente.  Die Segmenteinschnitte sind gelb. Der grüne, an den Seiten braune Kopf ist schwarz punktiert. Aus den schwarzen Punktwarzen ragen einzelne Haare hervor.

## Verbreitung und Lebensraum
Die Heidelbeer-Schnabeleule ist in Mitteleuropa weit verbreitet. Richtung Osten reicht das Verbreitungsgebiet bis Armenien. In den Alpen steigt sie bis in Höhen von 1800 Metern. Die Tiere sind bevorzugt in Nadel- und Mischwäldern sowie in Hoch- und Heidemooren anzutreffen.

## Lebensweise
Die dämmerungs- und nachtaktiven Falter fliegen in einer Generation zwischen Mai und September und lassen sich am Tage zuweilen aus der Vegetation aufscheuchen.  Sie besuchen nachts Köder und künstliche Lichtquellen. Hauptnahrungspflanze der Raupen sind die Blätter der Heidelbeere (Vaccinium myrtillus). Gelegentlich wurden sie auch an Rauschbeere (Vaccinium uliginosum) oder Heidekräutern (Erica) beobachtet. Die Art überwintert entweder als ausgewachsene Raupe oder als Puppe.